# Liste von Persönlichkeiten der Stadt Cagliari
Diese Liste enthält in der italienischen Stadt Cagliari geborene Persönlichkeiten sowie solche, die in Cagliari gewirkt haben, dabei jedoch andernorts geboren wurden. Die Liste erhebt keinen Anspruch auf Vollständigkeit.

## In Cagliari geborene Persönlichkeiten

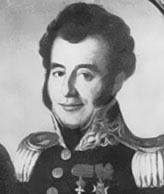
Emanuele Pes di Villamarina

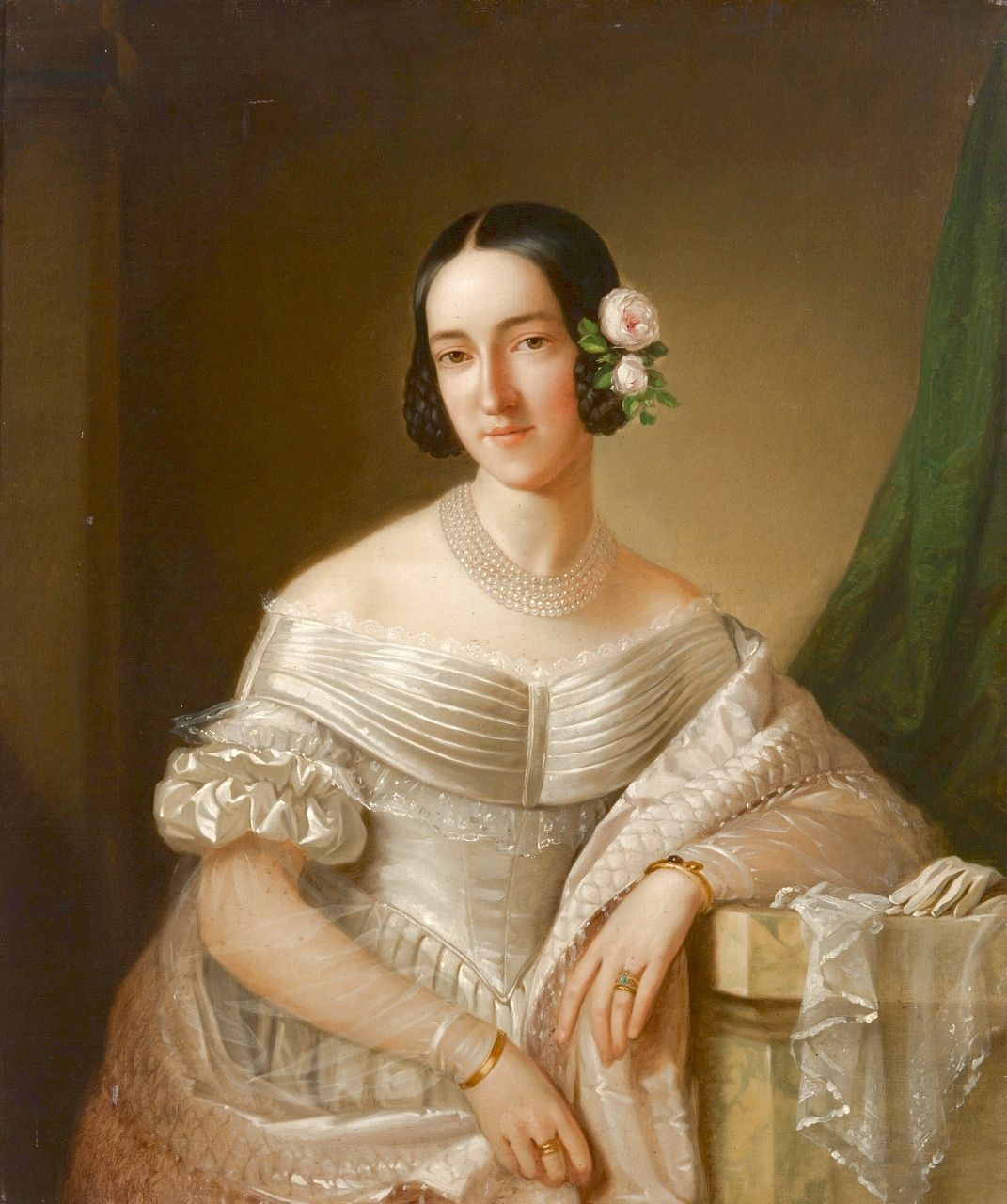
Maria Christina von Savoyen

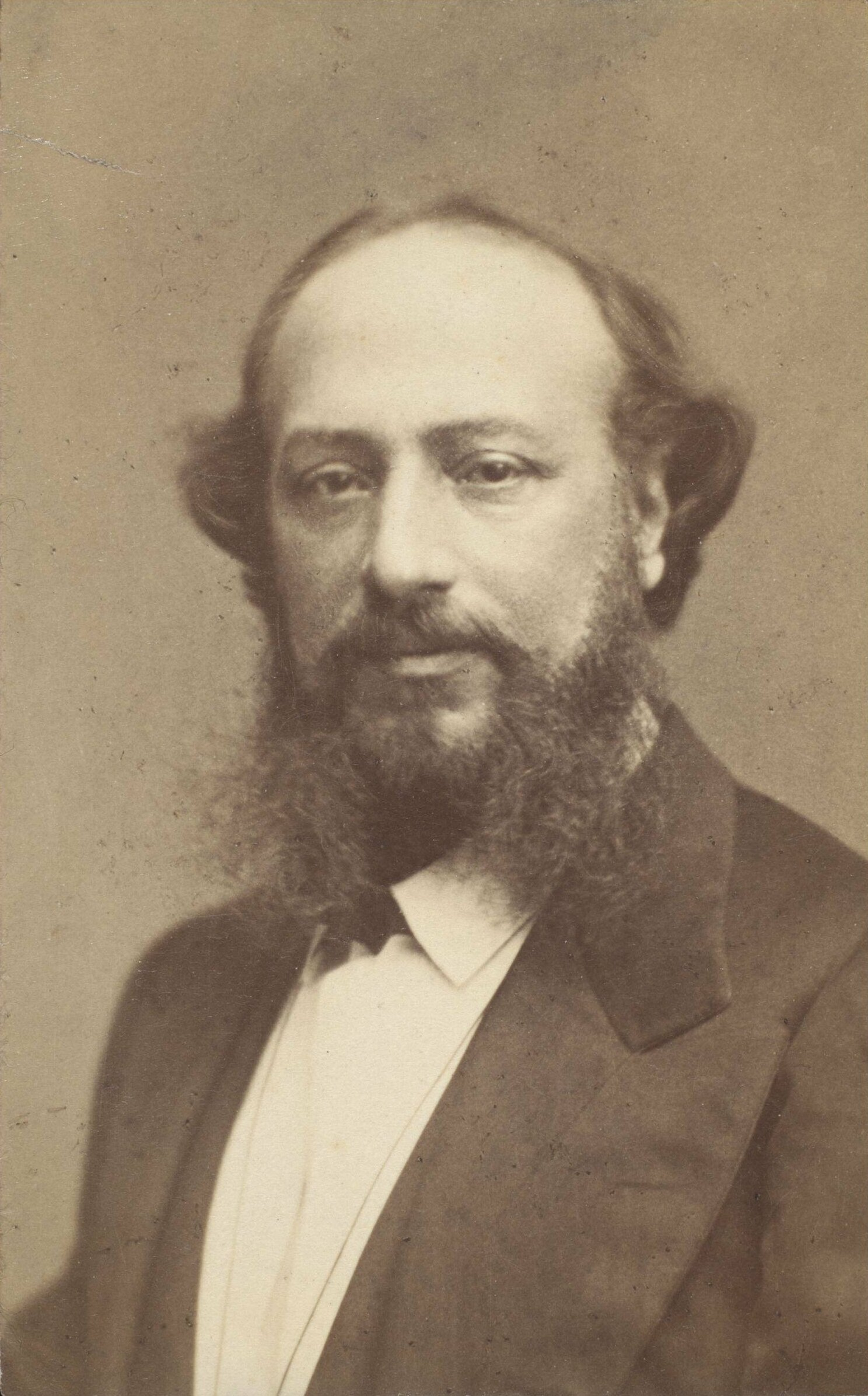
Der Tenor Mario (Giovanni Matteo de Candia)

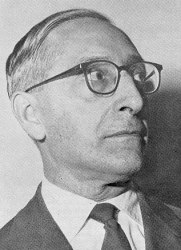
Giuseppe Brotzu

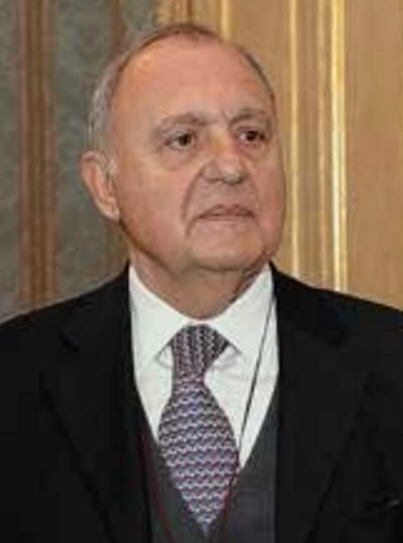
Paolo Savona

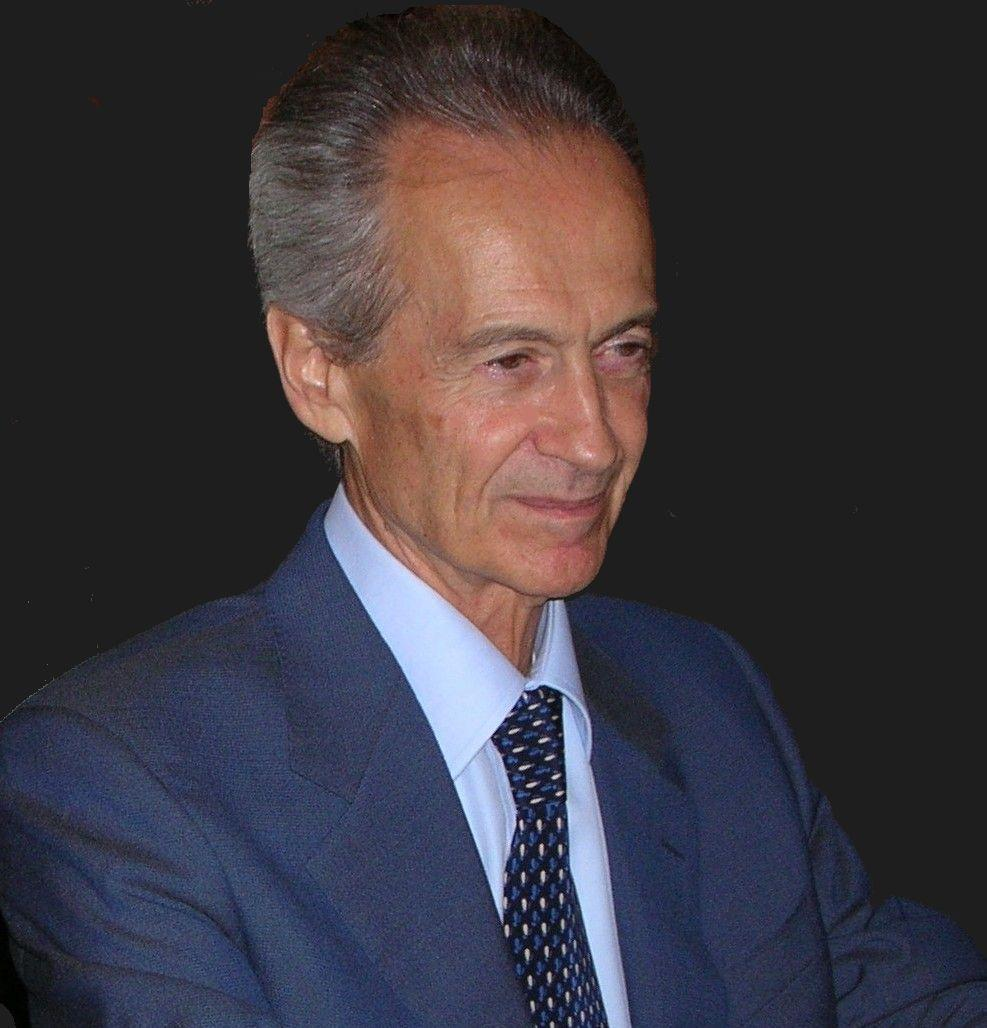
Fausto Cercignani

### Bis 1899
- Emanuele Pes di Villamarina (1799–1852), General, Minister und Senator des Königreiches Sardinien-Piemont
- Salvatore Pes di Villamarina (1808–1877), Offizier, Botschafter und Präfekt
- Mario, eigentlich: Giovanni Matteo de Candia (1810–1883), Opernsänger (Tenor)
- Maria Christina von Savoyen (1812–1836), Prinzessin von Sardinien und Savoyen
- Efisio Cugia (1818–1872), General und Politiker
- Pietro Amat di San Filippo (1822–1895), Geograph, Historiker und Bibliograf
- Enrico Carboni Boy (1851–1925), Rechtsanwalt und Politiker
- Luigi Rachel (1879–1949), Komponist
- Pietro Pintor (1880–1940), Offizier des Heeres im Königreich Italien
- Carlo Aru (1881–1954), Kunsthistoriker
- Luigi Efisio Marras (1888–1981), General
- Francesco Loi (1891–1977), Turner und Olympiasieger
- Michele Mastromarino (1893–1986), Turner
- Giuseppe Brotzu (1895–1976), Mediziner und Politiker

### 1900–1949
- Amedeo Nazzari (1907–1979), Schauspieler
- Giuseppe Dessì (1909–1977), Schriftsteller
- Giorgio Ansoldi (1913–1999), Filmschaffender
- Gianni Agus (1917–1994), Schauspieler
- Aiace Parolin (1920–2016), Kameramann
- Franco Pisano (1922–1977), Komponist
- Silvano Ippoliti (1923–1994), Kameramann
- Pasquale Prunas (1924–1985), Journalist, Fotograf und Dokumentarfilmer
- Nanni Loy (1925–1995), Filmregisseur, Schauspieler und Drehbuchautor
- Luigi de Magistris (1926–2022), Kurienkardinal
- Ludovico Incisa di Camerana (1927–2013), Diplomat
- Piero Rollo (1927–2001), Boxer
- Franco Solinas (1927–1982), Drehbuchautor und Schriftsteller
- Bruno Alias (1928–1996), Model und Schauspieler
- Mimmo Palmara (1928–2016), Schauspieler und Synchronsprecher
- Berto Pisano auch bekannt als Burt Rexon (1928–2002), Komponist und Dirigent
- Gianni Zuddas (1928–1996), Boxer
- Pier Giuliano Tiddia (* 1929), Alterzbischof
- Pier Angeli (1932–1971), Schauspielerin
- Marisa Pavan (1932–2023), Schauspielerin
- Italo Lupi (1934–2023), Architekt, Graphikdesigner, Museumsgestalter, Journalist und Autor
- Fortunato Manca (1934–2008), Boxer
- Paolo Savona (* 1936), Finanz- und Wirtschaftswissenschaftler sowie Politiker
- Paolo Angioni (1938–2025), Vielseitigkeitsreiter
- Remo Bodei (1938–2019), Philosoph
- Felice Salis (1938–2021), Hockeyspieler und Olympiateilnehmer
- Marcello Melis (1939–1994), Jazzmusiker
- Paolo Delogu (* 1940), Mediävist
- Gloria Milland, eigentlich Maria Fiè (* 1940), Schauspielerin
- Fausto Cercignani (* 1941), Literaturwissenschaftler, Lyriker, Anglist und Germanist
- Franco Udella (* 1947), Boxer

### Ab 1950
- Gianfranco Cabiddu (* 1953), Musikethnologe, Tonmeister und Filmregisseur
- Giancarlo Planta (* 1953), Filmregisseur
- Enrico Pau (* 1956), Filmregisseur
- Igort, eigentlich Igor Tuveri (* 1958), Comiczeichner
- Ugo Cappellacci (* 1960), Politiker
- Giusy Devinu (1960–2007), Opernsängerin (Sopran)
- Giovanni Coda (* 1964), Regisseur und Fotograf
- Kelly-Marie Murphy (* 1964), kanadische Komponistin
- Sandro Floris (* 1965), Leichtathlet
- Roberta Pili (* 1968), Pianistin und Autorin
- Alessandro Lai (* 1970), Kostümbildner
- Giulia Moi (* 1971), Politikerin
- Luca Moro (1973–2014), Rennfahrer
- Christian Solinas (* 1976), Politiker
- Caterina Murino (* 1977), Schauspielerin und Fotomodell
- Alberto Loddo (* 1979), Radrennfahrer
- Andrea Cossu (* 1980), Fußballspieler
- Andrea Capone (1981–2024), Fußballspieler
- Gianluca Moi (* 1982), Radrennfahrer
- Marco Carta (* 1985), Sänger
- Andrea Cocco (* 1986), Fußballspieler
- Francesco Pisano (* 1986), Fußballspieler
- Manuel Cappai (* 1992), Boxer
- Nicola Murru (* 1994), Fußballspieler
- Marta Maggetti (* 1996), Windsurferin
- Nicolò Barella (* 1997), Fußballspieler
- Valentina Cali (* 1997), Beachvolleyballspielerin
- Dalia Kaddari (* 2001), Sprinterin
- Sasha Grant (* 2002), Basketballspieler
- Nicolò Tresoldi (* 2004), Fußballspieler

## Berühmte Einwohner von Cagliari
- Lucifer von Calaris (?–370/371), Bischof von Cagliari und Heiliger
- Juan Pilars (?–1521), Bischof
- Giovanni Battista Alfieri (1697–1763), General und Vizekönig des Königreiches Sardinien-Piemont
- Ignazio da Laconi (1701–1781), Kapuziner und Heiliger
- Carlo Francesco Thaon di Revel (1725–1807), General und Vizekönig des Königreiches Sardinien-Piemont
- Domenico Alberto Azuni (1749–1827), Geschichtsforscher und Rechtsgelehrter
- Giacomo Pes di Villamarina (1750–1827), General und Vizekönig des Königreiches Sardinien-Piemont
- Vincenzo Raimondo Porru (1773–1836), Romanist und Sardologe
- Giovanni Spano (1803–1878), Kleriker, Archäologe, Historiker, Romanist und Sardologe
- Gennaro Pesce (1902–1984), Archäologe
- Giuseppe Bonfigioli (1910–1992), Erzbischof von Cagliari
- Giovanni Lilliu (1914–2012), Prähistoriker
- Claudia Testoni (1915–1998), Leichtathletin
- Gianuario Carta (1931–2017), Jurist und Politiker
- Franco Oppo (1935–2016), Komponist
- Mario Martiradonna (1938–2011), Fußballspieler
- Giulio Angioni (1939–2017), Schriftsteller und Anthropologe
- Marisa Sannia (1947–2008), Sängerin, Komponistin und Schauspielerin
- Milena Agus (* 1959), Schriftstellerin